# Pottascheglas
Bei Pottascheglas handelt es sich um Glas, welches mit Hilfe von Kaliumkarbonat als Flussmittel hergestellt wurde. Auch in der neueren Literatur wird dieses Glas häufig mit Holzascheglas oder Waldglas im Allgemeinen gleichgesetzt. Dies muss zumindest teilweise als unrichtig angesehen werden, da die Herstellung von Pottasche erst seit dem 17. Jahrhundert bekannt ist. Die Bezeichnung Kaliglas trifft jedoch aufgrund der Zusammensetzung sowohl auf Holz- als auch auf Pottascheglas zu und sollte als Überbegriff im Gegensatz zu Natronglas verstanden werden.
Pottasche wurde durch Eindampfen von geeigneter Pflanzenasche, hauptsächlich von Buchen oder Eichen, gewonnen. Mit diesem Stoff ließ sich eine reinere, farblosere Glasschmelze herstellen als mit dem traditionellen, unbearbeiteten Rohstoff.
Durch die Einführung dieses Verfahrens erhöhte sich jedoch der bereits beträchtliche Holzverbrauch der Glashütten um ein Vielfaches, da Brennmaterial für die Ascheöfen benötigt wurde und das Flussmittel durch den Prozess an Masse verliert. Aus diesem Grund blieben viele Betriebe bis in das 19. Jahrhundert bei der Verwendung von einfacher Holzasche.
Vermutlich wurde das Verfahren um 1650 von Johann Rudolph Glauber entwickelt.